# 冯元春
冯元春（1935年—1970年）中国四川大学学生，生物学专业。

## 生平
1957年在反右运动中提出“毛泽东是伪马列主义者，中共就是个残酷的剥削集团”的观点，因反对毛泽东，反对独裁专制被划为右派，遭判刑入狱，文革期间因继续批判毛泽东被处决。